# El Saucejo
El Saucejo – gmina w Hiszpanii, w prowincji Sewilla, w Andaluzji, o powierzchni 92,2 km². W 2011 roku gmina liczyła 4484 mieszkańców.
Położone jest na wysokości 527 metrów i 108 kilometrów od stolicy prowincji Sewilli.